# Dame de Villers-Carbonnel
La Dame de Villers-Carbonnel est une statuette néolithique découverte en 2011 lors de fouilles archéologiques préventives menées par l'INRAP à Villers-Carbonnel dans l'Est du département de la Somme. Elle est conservée au Centre de conservation et d'étude de Ribemont-sur-Ancre.

## Les fouilles
Des fouilles archéologiques préventives sur le futur chantier du canal Seine-Nord Europe furent menées dans l'Est du département de la Somme, sur le territoire de la commune de Villers-Carbonnel, située sur la rive gauche de la Somme. La zone fouillée avait une superficie d'un peu plus de 4 ha. Le site est rattaché à la culture chasséenne. Deux enceintes ont été mises au jour, entourant plusieurs bâtiments. C'est au cours de ces fouilles que la statuette fut découverte.
Les Chasséens de Villers-Carbonnel ont construit deux vastes enceintes successives : la plus ancienne, protégée par un fossé et une palissade, enserrait une superficie d’environ six hectares ; la plus récente protégeait un terrain d'environ quinze hectares et renfermait des bâtiments, des fossés, des fours, etc.
C’est dans l’un des fours effondrés que les archéologues ont retrouvé l'ensemble des fragments d’une statuette de femme.

## La statuette
La statuette en terre cuite mesure 21 cm de haut. Elle a été découverte brisée dans les restes d'un four. Il s'agit d'un corps féminin assez abstrait : les fesses et les seins sont représentés. Elle n'a pas de bras, le visage est un simple cône sans traits.
La Dame de Villers-Carbonnel se rattache au Chasséen, une culture du Néolithique datant de 4300 à 3600 av. J.-C. environ. Elle s'apparente à d'autres représentations retrouvées au Moyen-Orient.
L'interprétation d'une telle statuette reste incertaine : représentation symbolique de la fertilité, culte d’une « déesse-mère » ?
La mise au jour de cette statuette fut une première en France, jusqu'alors, on n'avait jamais retrouvé une statuette de ce type complète. Le corps tout d'abord puis la tête retrouvée peu après.